# Isosturmia grandis
Isosturmia grandis là một loài ruồi trong họ Tachinidae.